# Колишня з того світу
«Колишня з того світу» — комедія 2020 року виробництва Великої Британії. Режисер Едвард Голл; сценаристи П'єрс Ешворт та Мег Леонард. Продюсери — Гіларі Беван Джонс й Мег Леонард. Прем'єра в Україні відбулася 28 січня 2021 року. Фільм є рімейком однойменного фільму 1941 року, в якому знімалися Рекс Гаррісон, Констанс Каммінгс, Маргарет Рутерфорд і Кей Гаммонд.

## Зміст
Письменник, у якого творча криза, звертається до медіума по допомогу. Медіум здійснює для письменника спіритичний сеанс та випадково викликає дух його першої дружини. Це призводить до суперечливого любовного трикутника — з його теперішньою дружиною.

## Знімалися
- Ден Стівенс — Чарльз Кондомайн
- Айла Фішер — Рут Кондомайн
- Еймі-Ффіон Едвардс — Едіт
- Мікеле Дотріс — Една
- Дейв Джонс — Гаролд
- Емілія Фокс — Віолетта Бредмен
- Джуліан Райнд-Татт — містер Бредмен
- Аділь Рей — Мандіп Сінгх
- Джуді Денч — Сесіл Аркаті
- Леслі Манн — Ельвіра Кондомайн
- Саймон Кунц — Генрі Макінтош
- Джеймс Фліт — Гаррі Прайс
- Іссі ван Рандвік — Марго
- Джорджина Річ — Гедда Гоппер